# Aston (Ariège)
Pour les articles homonymes, voir Aston.
Aston [astɔ̃] est une commune française, située dans le département de l'Ariège en région Occitanie.
Localisée dans le sud du département, la commune  fait partie, sur le plan historique et culturel, du pays du Sabarthès, structuré par la haute vallée de l'Ariège en amont du pays de Foix avec Tarascon-sur-Ariège comme ville principale. Exposée à un climat de montagne, elle est drainée par l' Aston, le  ruisseau de Quioulès, le Rieutort, le ruisseau de Calvière, le ruisseau de Coume de Jas, le ruisseau de la Rebenne, le ruisseau de la Sabine et par divers autres petits cours d'eau. le ruisseau de Rieutord de GascousLa commune possède un patrimoine naturel remarquable : un site Natura 2000 (la « vallée de l'Aston »), un espace protégé (les « Pinèdes à Crochets du plateau de Beille ») et sept zones naturelles d'intérêt écologique, faunistique et floristique.
Aston est une commune rurale qui compte 193 habitants en 2022, après avoir connu un pic de population de 604 habitants en 1851. Ses habitants sont appelés les Astonnais ou Astonnaises.

## Géographie
1. Carte dynamique
2. Carte Openstreetmap
3. Carte topographique
4. Carte avec les communes environnantes

Commune située dans les Pyrénées sur l'Aston et le Quiol, c'est une commune frontalière de la Principauté d'Andorre, vers le Plateau de Beille et par le col de Fontargente.

### Communes limitrophes
Les communes limitrophes sont Albiès, Château-Verdun, Gestiès, Larcat, Lassur, Luzenac, Mérens-les-Vals, Miglos, Pech, Savignac-les-Ormeaux, Ordino et Canillo.
| Miglos (par un quadripoint), Larcat | Château-Verdun     | Pech, Albiès                          |
| Gestiès                             | Aston              | Lassur, Luzenac                       |
| Ordino ( Andorre)                   | Canillo ( Andorre) | Savignac-les-Ormeaux, Mérens-les-Vals |

### Géologie et relief

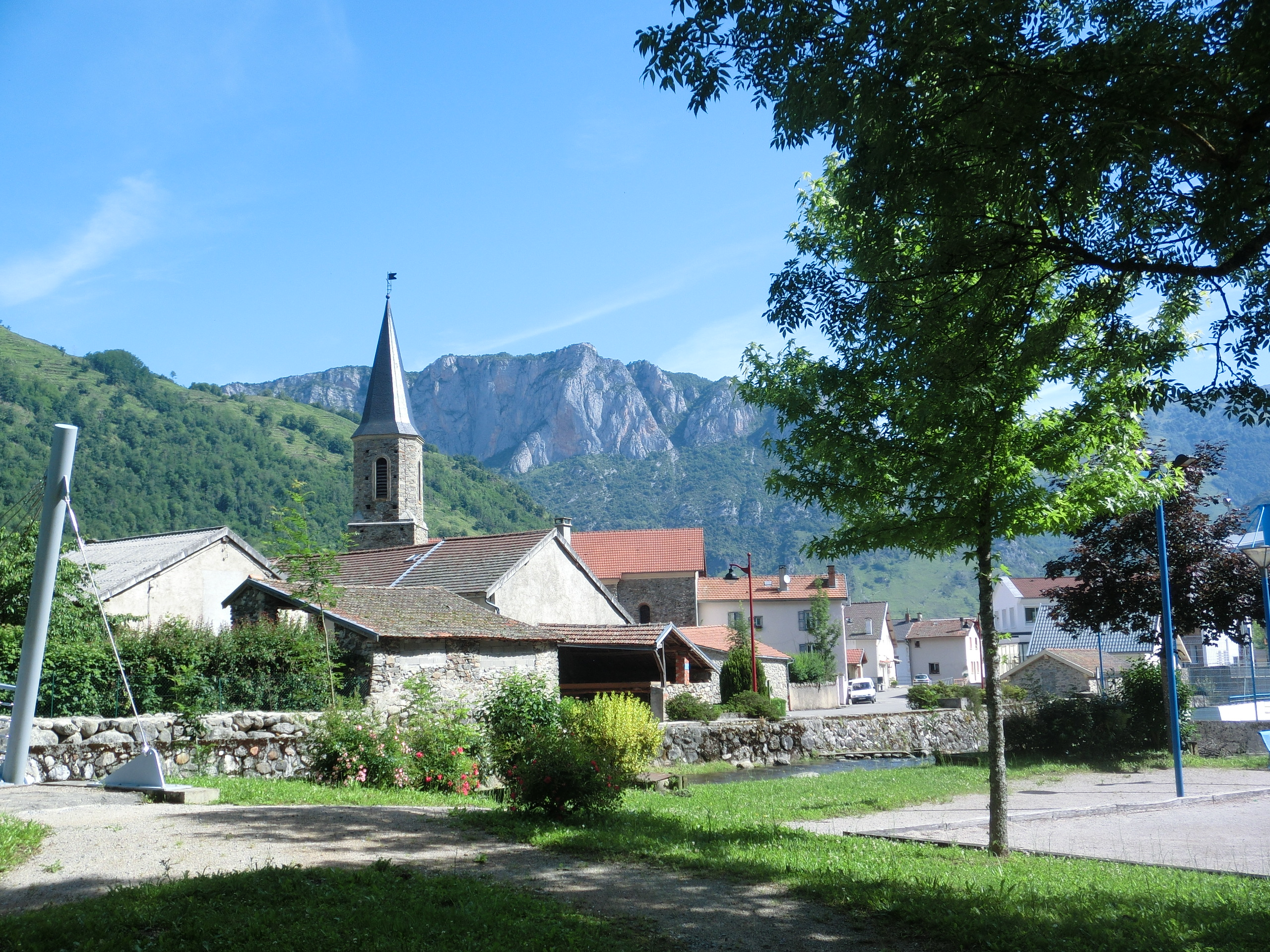
Le clocher, au fond les Falaises du Quié de Lujat

La commune est située dans les Pyrénées, une chaîne montagneuse jeune, érigée durant l'ère tertiaire (il y a 40 millions d'années environ), en même temps que les Alpes. Les terrains affleurants sur le territoire communal sont constitués de roches sédimentaires datant pour certaines du Paléozoïque, une ère géologique qui s'étend de −541 à −252,2 Ma (millions d'années), et pour d'autres du Protérozoïque, le dernier éon du Précambrien sur l’échelle des temps géologiques. La structure détaillée des couches affleurantes est décrite dans les feuilles « n°1087 - Vicdessos » et « n°1093 - Fontargente » de la carte géologique harmonisée au 1/50 000ème du département de l'Ariège, et leurs notices associées,.
La superficie cadastrale de la commune publiée par l’Insee, qui sert de références dans toutes les statistiques, est de 153,8 km2,. La superficie géographique, issue de la BD Topo, composante du Référentiel à grande échelle produit par l'IGN, est quant à elle de 154,25 km2. Son relief est particulièrement découpé puisque la dénivelée maximale atteint 2358 mètres. L'altitude du territoire varie entre 554 m et 2 912 m.

### Hydrographie

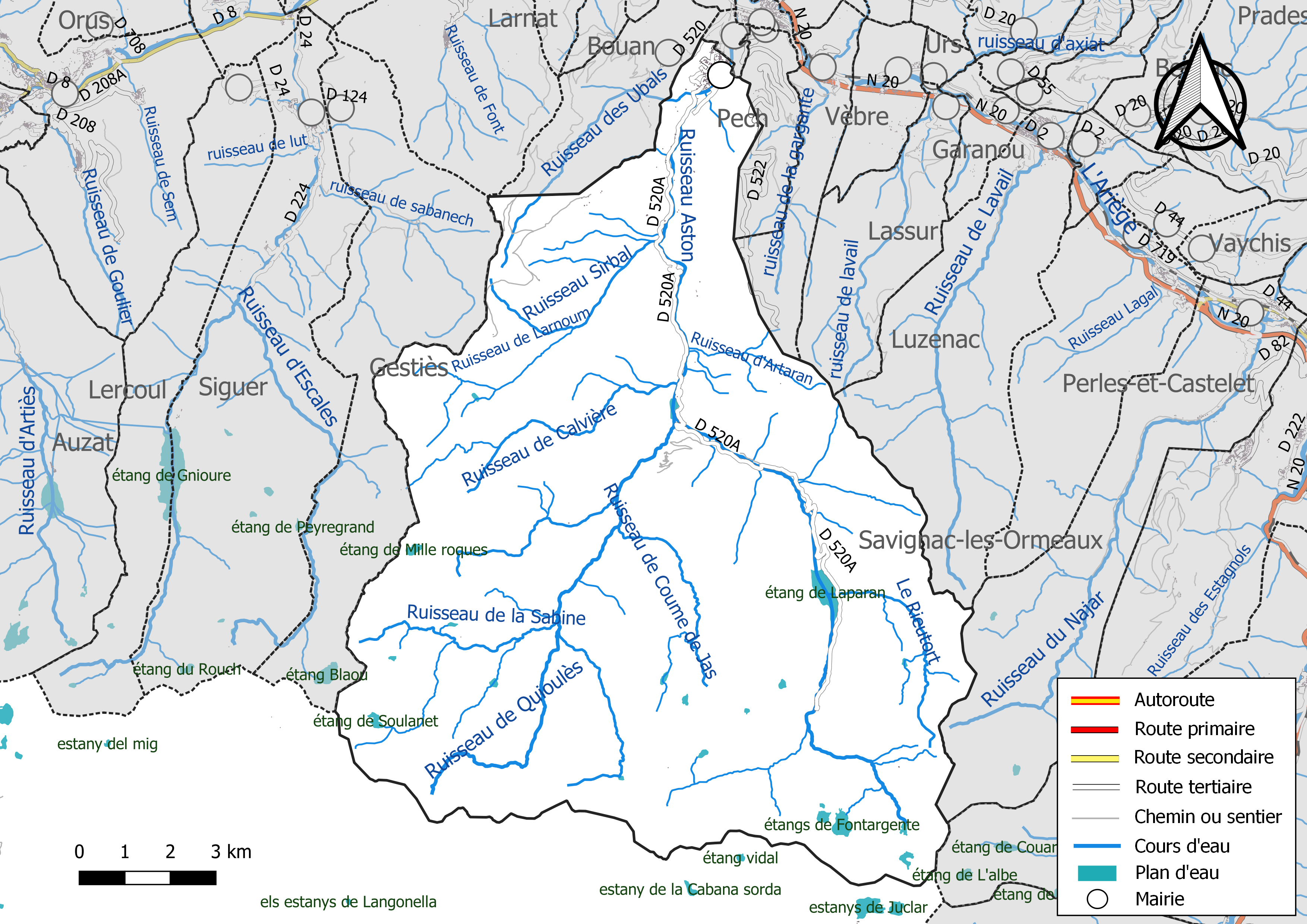
Réseaux hydrographique et routier d'Aston.

La commune est dans le bassin versant de la Garonne, au sein du bassin hydrographique Adour-Garonne. Elle est drainée par l'Aston, le ruisseau de Quioulès, le Rieutort, le ruisseau de Calvière, le ruisseau de Coume de Jas, le ruisseau de la Rebenne, le ruisseau de la Sabine, le ruisseau de Rieutord de Gascous, le ruisseau des Ubals, le ruisseau Sirbal, le ruisseau d'Artaran, le ruisseau de Carau, le ruisseau de Guixel, le ruisseau de la Coume d'Enfer, et par divers petits cours d'eau, constituant un réseau hydrographique de 145 km de longueur totale,.
Le Aston, d'une longueur totale de 23,5 km, prend sa source dans la commune et s'écoule du sud vers le nord. Il traverse la commune et se jette dans l'Ariège à Verdun.
Le ruisseau de Quioulès, d'une longueur totale de 12,3 km, est entièrement situé sur la commune. Il prend sa source aux abords du pic du Sal, à l'extrémité sud de la commune, et se jette dans le ruisseau d'Aston dans la retenue du barrage de Riète.

### Climat
Pour des articles plus généraux, voir Climat de l'Occitanie et Climat de l'Ariège.
En 2010, le climat de la commune est de type climat des marges montargnardes, selon une étude s'appuyant sur une série de données couvrant la période 1971-2000. En 2020, Météo-France publie une typologie des climats de la France métropolitaine dans laquelle la commune est exposée à un climat de montagne et est dans la région climatique Pyrénées centrales, caractérisée par une pluviométrie annuelle de 1 000 à 1 200 mm.
Pour la période 1971-2000, la température annuelle moyenne est de 11,3 °C, avec une amplitude thermique annuelle de 15,3 °C. Le cumul annuel moyen de précipitations est de 1 345 mm, avec 9,5 jours de précipitations en janvier et 7,9 jours en juillet. Pour la période 1991-2020, la température moyenne annuelle observée sur la station météorologique installée sur la commune est de 5,9 °C et le cumul annuel moyen de précipitations est de 1 103,9 mm,. Pour l'avenir, les paramètres climatiques de la commune estimés pour 2050 selon différents scénarios d'émission de gaz à effet de serre sont consultables sur un site dédié publié par Météo-France en novembre 2022.
| Mois                                  | jan.           | fév.           | mars          | avril          | mai           | juin          | jui.          | août          | sep.          | oct.           | nov.           | déc.           | année      |
| ------------------------------------- | -------------- | -------------- | ------------- | -------------- | ------------- | ------------- | ------------- | ------------- | ------------- | -------------- | -------------- | -------------- | ---------- |
| Température minimale moyenne (°C)     | −4,3           | −5,4           | −3            | 0,1            | 3,2           | 7,5           | 9,1           | 9,1           | 6,3           | 3,9            | −0,6           | −3,2           | 1,9        |
| Température moyenne (°C)              | −0,4           | −1,3           | 1             | 3,9            | 7,2           | 11,6          | 13,6          | 13,5          | 10,4          | 7,9            | 3              | 0,7            | 5,9        |
| Température maximale moyenne (°C)     | 3,5            | 2,8            | 5,1           | 7,7            | 11,1          | 15,8          | 18,1          | 18            | 14,5          | 11,8           | 6,7            | 4,6            | 10         |
| Record de froid (°C) date du record   | −17,9 28.01.05 | −21,3 17.02.03 | −21 01.03.05  | −10,5 17.04.12 | −7,2 05.05.19 | −2,5 01.06.06 | 0,8 13.07.04  | 0 31.08.10    | −4 27.09.07   | −10,4 25.10.03 | −14,1 28.11.13 | −14,8 20.12.09 | −21,3 2003 |
| Record de chaleur (°C) date du record | 15,7 01.01.22  | 16,2 16.02.20  | 17,4 29.03.23 | 20,3 28.04.23  | 25,5 21.05.22 | 30,2 27.06.19 | 30,2 18.07.23 | 29,6 18.08.12 | 26,2 05.09.04 | 23,1 06.10.09  | 20,5 12.11.15  | 16,8 23.12.12  | 30,2 2023  |
| Précipitations (mm)                   | 93,8           | 80,1           | 86,9          | 105,9          | 127,2         | 98,5          | 92,6          | 79,2          | 78,8          | 82,1           | 101            | 77,8           | 1 103,9    |

### Milieux naturels et biodiversité

#### Espaces protégés
La protection réglementaire est le mode d’intervention le plus fort pour préserver des espaces naturels remarquables et leur biodiversité associée,.
Un  espace protégé est présent sur la commune : 
les « pinèdes à Crochets du plateau de Beille », objet d'un arrêté de protection de biotope, d'une superficie de 26,9 ha.

#### Réseau Natura 2000

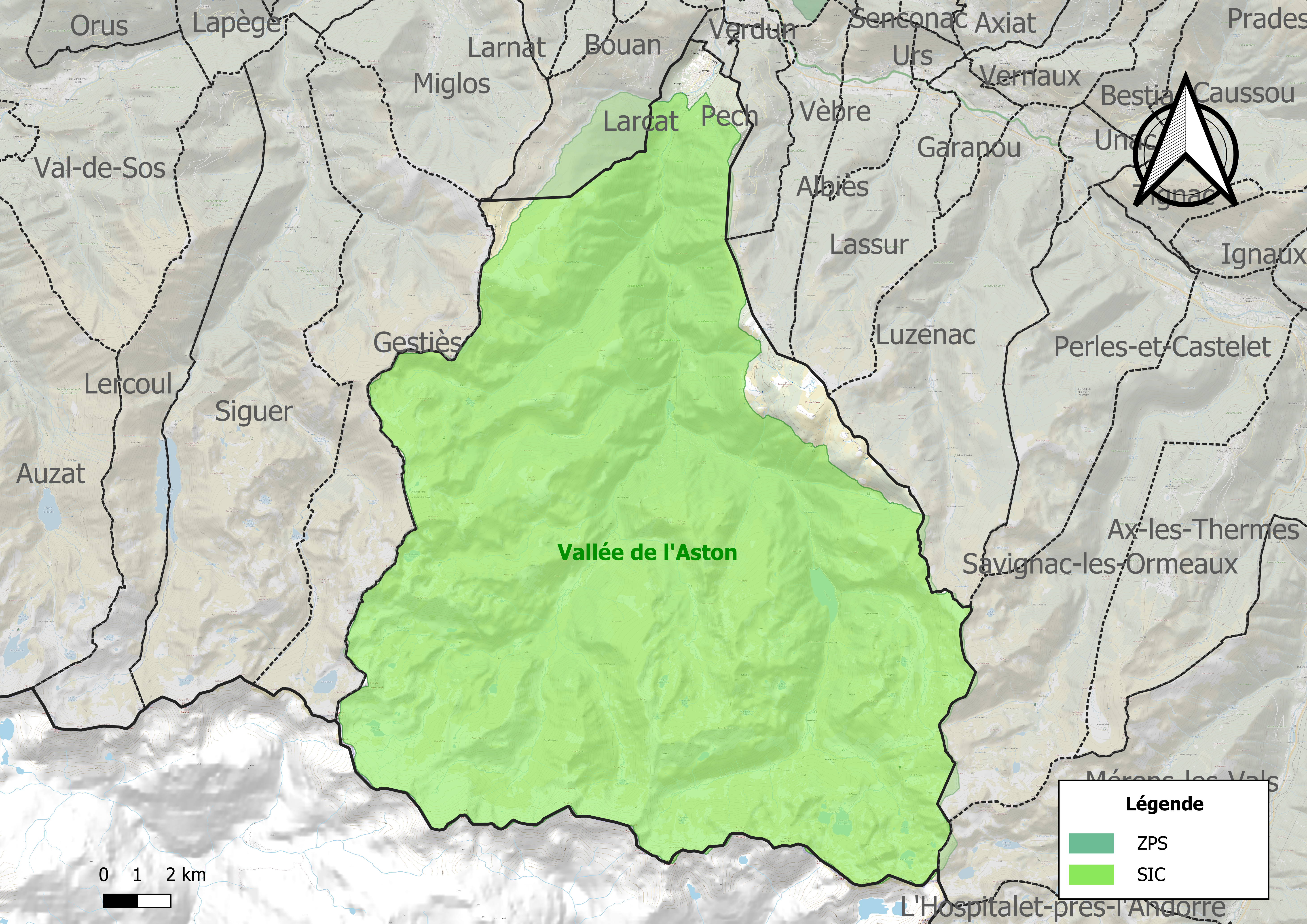
Site Natura 2000 sur le territoire communal.

Le réseau Natura 2000 est un réseau écologique européen de sites naturels d'intérêt écologique élaboré à partir des directives habitats et oiseaux, constitué de zones spéciales de conservation (ZSC) et de zones de protection spéciale (ZPS).
Un site Natura 2000 a été défini sur la commune au titre de la directive habitats : la « vallée de l'Aston », d'une superficie de 14 961 ha, un territoire dont les habitats naturels sont représentatifs de ceux rencontrés sur substrat siliceux dans les Pyrénées Ariégeoises avec des activités d'élevage et de pastoralisme liés à ces habitats. Le Desman des Pyrénées et la loutre d'Europe sont bien présent sur le site.

#### Zones naturelles d'intérêt écologique, faunistique et floristique
L’inventaire des zones naturelles d'intérêt écologique, faunistique et floristique (ZNIEFF) a pour objectif de réaliser une couverture des zones les plus intéressantes sur le plan écologique, essentiellement dans la perspective d’améliorer la connaissance du patrimoine naturel national et de fournir aux différents décideurs un outil d’aide à la prise en compte de l’environnement dans l’aménagement du territoire.
Quatre ZNIEFF de type 1 sont recensées sur la commune :
- la « moyenne vallée de Vicdessos, pic de Tristagne » (15 071 ha), couvrant 13 communes du département[28] ;
- les « parois calcaires et quiès du bassin de Tarascon » (8 161 ha), couvrant 58 communes du département[29] ;
- la « rive gauche de la haute vallée de l'Ariège » (16 207 ha), couvrant 14 communes du département[30] ;
- la « vallée de l'Aston » (16 077 ha), couvrant 13 communes du département[31] ;

et trois ZNIEFF de type 2, : 
- le « massif de l'Aston et haute vallée de l'Ariège » (0 ha), couvrant 24 communes dont 22 dans l'Ariège et 2 dans les Pyrénées-Orientales[32] ;
- « Montcalm et Vicdessos » (25 129 ha), couvrant 14 communes du département[33] ;
- les « parois calcaires et quiès de la haute vallée de l'Ariège » (9 891 ha), couvrant 40 communes du département[34].

Carte des ZNIEFF de type 1 et 2 à Aston.
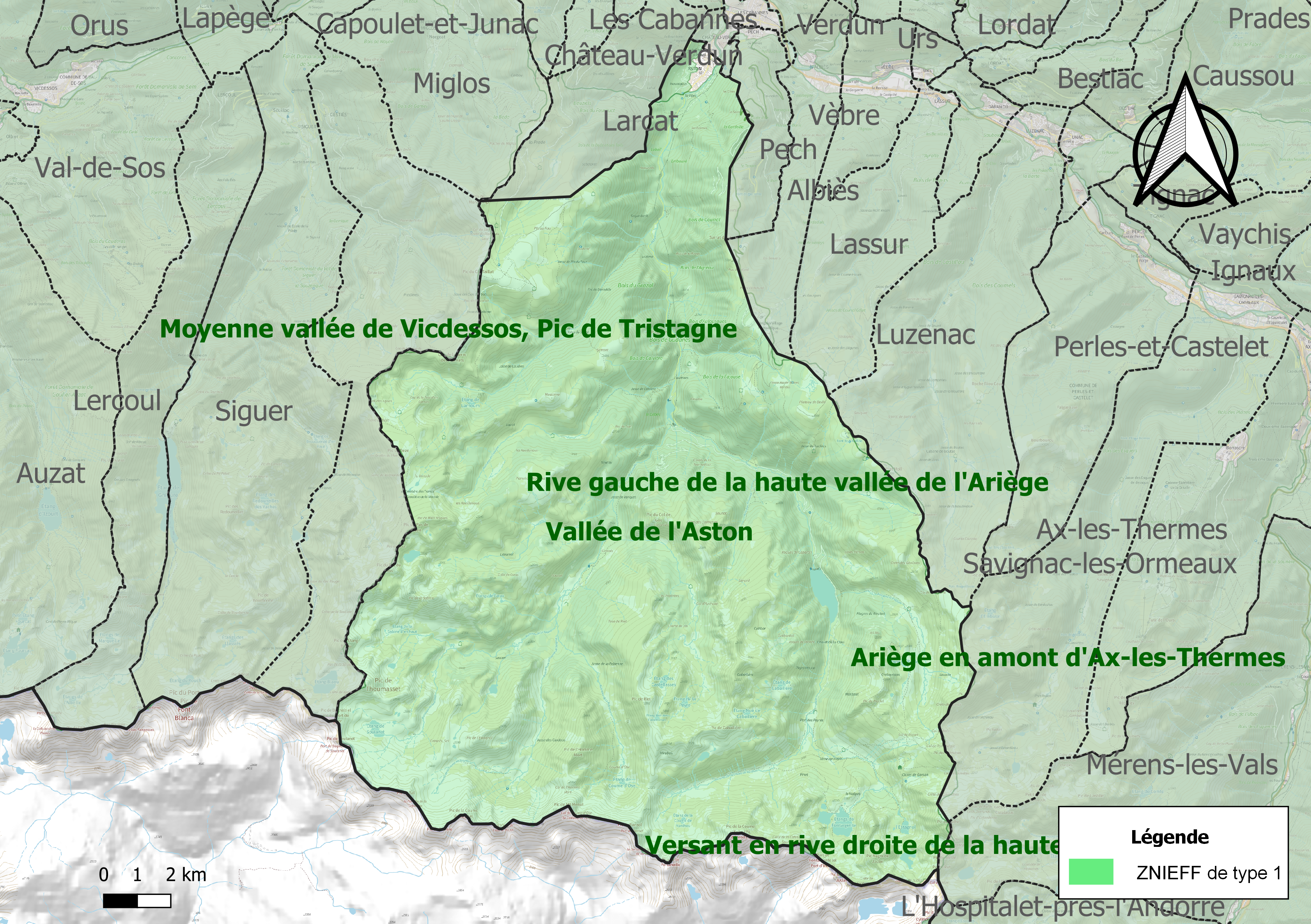
Carte des ZNIEFF de type 1 sur la commune.
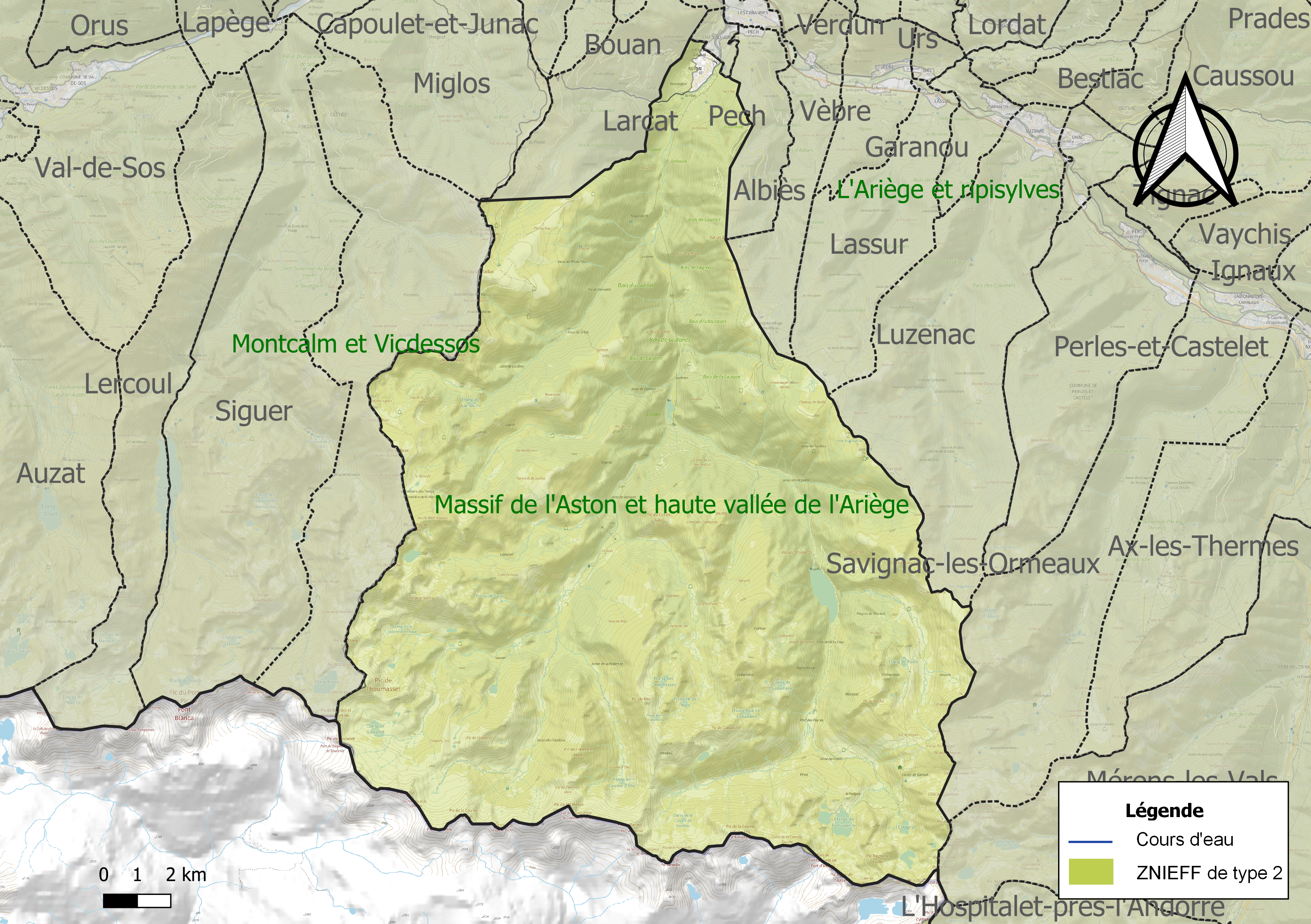
Carte des ZNIEFF de type 2 sur la commune.

## Urbanisme

### Typologie
Au 1er janvier 2024, Aston est catégorisée commune rurale à habitat dispersé, selon la nouvelle grille communale de densité à 7 niveaux définie par l'Insee en 2022.
Elle est située hors unité urbaine et hors attraction des villes,.

### Occupation des sols
L'occupation des sols de la commune, telle qu'elle ressort de la base de données européenne d’occupation biophysique des sols Corine Land Cover (CLC), est marquée par l'importance des forêts et milieux semi-naturels (99,2 % en 2018), une proportion sensiblement équivalente à celle de 1990 (99 %). La répartition détaillée en 2018 est la suivante : 
milieux à végétation arbustive et/ou herbacée (40,8 %), espaces ouverts, sans ou avec peu de végétation (33,4 %), forêts (25 %), eaux continentales (0,5 %), zones urbanisées (0,3 %). L'évolution de l’occupation des sols de la commune et de ses infrastructures peut être observée sur les différentes représentations cartographiques du territoire : la carte de Cassini (XVIIIe siècle), la carte d'état-major (1820-1866) et les cartes ou photos aériennes de l'IGN pour la période actuelle (1950 à aujourd'hui).

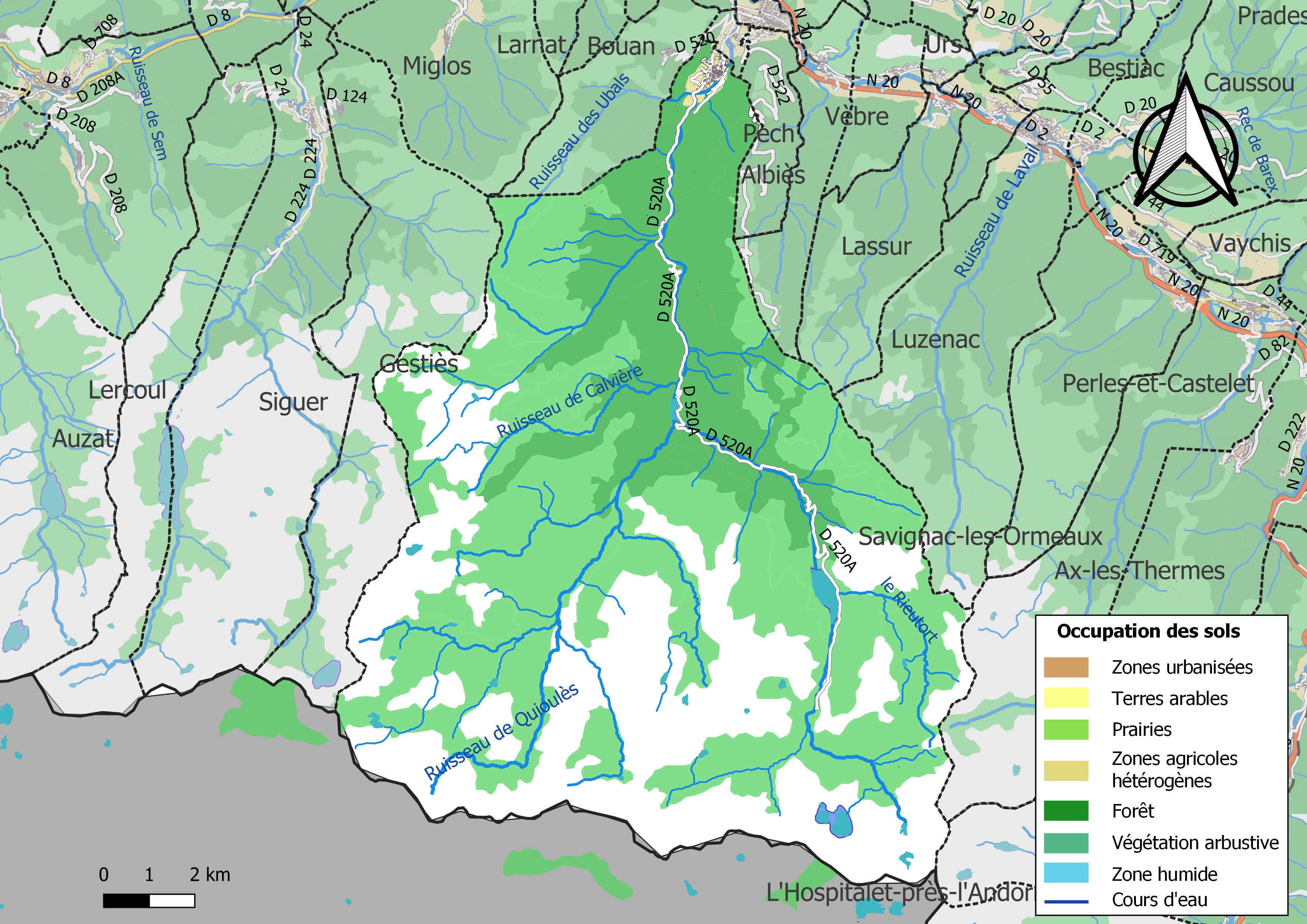
Carte des infrastructures et de l'occupation des sols de la commune en 2018 (CLC).

### Habitat et logement
En 2018, le nombre total de logements dans la commune était de 256, alors qu'il était de 242 en 2013 et de 240 en 2008.
Parmi ces logements, 42,8 % étaient des résidences principales, 50,3 % des résidences secondaires et 6,9 % des logements vacants. Ces logements étaient pour 86,6 % d'entre eux des maisons individuelles et pour 13,1 % des appartements.
Le tableau ci-dessous présente la typologie des logements à Aston en 2018 en comparaison avec celle de l'Ariège et de la France entière. Une caractéristique marquante du parc de logements est ainsi une proportion de résidences secondaires et logements occasionnels (50,3 %) supérieure à celle du département (24,6 %) et à celle de la France entière (9,7 %). Concernant le statut d'occupation de ces logements, 59,5 % des habitants de la commune sont propriétaires de leur logement (57,8 % en 2013), contre 66,3 % pour l'Ariège et 57,5 % pour la France entière.
| Typologie                                               | Aston | Ariège | France entière |
| ------------------------------------------------------- | ----- | ------ | -------------- |
| Résidences principales (en %)                           | 42,8  | 65,7   | 82,1           |
| Résidences secondaires et logements occasionnels (en %) | 50,3  | 24,6   | 9,7            |
| Logements vacants (en %)                                | 6,9   | 9,7    | 8,2            |

### Risques majeurs
Le territoire de la commune d'Aston est vulnérable à différents aléas naturels : inondations, climatiques (grand froid ou canicule), feux de forêts, mouvements de terrains, avalanche  et séisme (sismicité moyenne). Il est également exposé à un risque technologique,  la rupture d'un barrage, et un risque particulier, le risque radon,.

#### Risques naturels

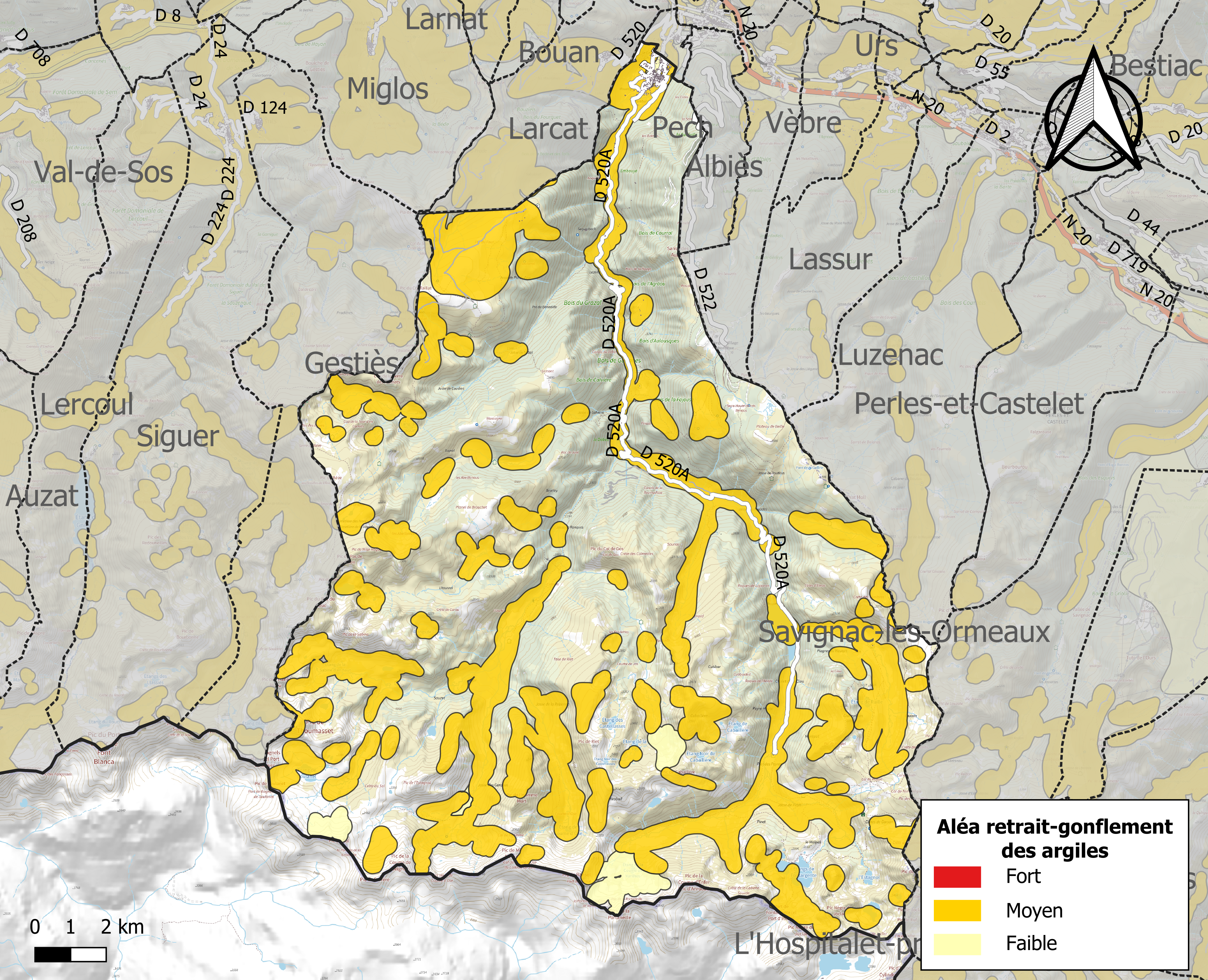
Zonage de l'aléa retrait-gonflement des argiles sur la commune d'Aston.

Certaines parties du territoire communal sont susceptibles d’être affectées par le risque d’inondation par débordement, crue torrentielle d'un cours d'eau, ou ruissellement d'un versant.
Les mouvements de terrains susceptibles de se produire sur la commune sont soit des chutes de blocs, soit des glissements de terrains, soit des effondrements liés à des cavités souterraines, soit des mouvements liés au retrait-gonflement des argiles. Près de 50 % de la superficie du département est concernée par l'aléa retrait-gonflement des argiles, dont la commune d'Aston. L'inventaire national des cavités souterraines permet par ailleurs de localiser celles situées sur la commune.
Ces risques naturels sont pris en compte dans l'aménagement du territoire de la commune par le biais d'un plan de prévention des risques (PPR) inondation et mouvement de terrain approuvé le 9 février 2007.

#### Risques technologiques
Dans le département de l’Ariège on dénombre cinq grands barrages susceptibles d’occasionner des dégâts en cas de rupture. La commune fait partie des 80 communes susceptibles d’être touchées par l’onde de submersion consécutive à la rupture d’un de ces barrages. Sur son territoire est en effet implanté le barrage de Laparan, faisant l'objet d'un PPI.

#### Risque particulier
Dans plusieurs parties du territoire national, le radon, accumulé dans certains logements ou autres locaux, peut constituer une source significative d’exposition de la population aux rayonnements ionisants. Toutes les communes du département sont concernées par le risque radon à un niveau plus ou moins élevé. Selon la classification de 2018, la commune d'Aston est classée en zone 3, à savoir zone à potentiel radon significatif.

## Politique et administration

### Découpage territorial
La commune d'Aston est membre de la communauté de communes de la Haute Ariège, un établissement public de coopération intercommunale (EPCI) à fiscalité propre créé le 27 septembre 2016 dont le siège est à Luzenac. Ce dernier est par ailleurs membre d'autres groupements intercommunaux.
Sur le plan administratif, elle est rattachée à l'arrondissement de Foix, au département de l'Ariège, en tant que circonscription administrative de l'État, et à la région Occitanie.
Sur le plan électoral, elle dépend du canton de Haute-Ariège pour l'élection des conseillers départementaux, depuis le redécoupage cantonal de 2014 entré en vigueur en 2015, et de la première circonscription de l'Ariège  pour les élections législatives, depuis le redécoupage électoral de 1986.

### Liste des maires
| Période                                  | Période  | Identité      | Étiquette | Qualité                    |
| ---------------------------------------- | -------- | ------------- | --------- | -------------------------- |
| mars 2001                                | 2020     | Jean Lassalle | DVG       | Retraité Fonction publique |
| 2020                                     | En cours | Alain Pujol   |           |                            |
| Les données manquantes sont à compléter. |          |               |           |                            |

## Démographie
L'évolution du nombre d'habitants est connue à travers les recensements de la population effectués dans la commune depuis 1800. Pour les communes de moins de 10 000 habitants, une enquête de recensement portant sur toute la population est réalisée tous les cinq ans, les populations de référence des années intermédiaires étant quant à elles estimées par interpolation ou extrapolation. Pour la commune, le premier recensement exhaustif entrant dans le cadre du nouveau dispositif a été réalisé en 2004.

En 2022, la commune comptait 193 habitants, en évolution de −14,22 % par rapport à 2016 (Ariège : +1,48 %, France hors Mayotte : +2,11 %).
| 1800 | 1806 | 1821 | 1831 | 1836 | 1841 | 1846 | 1851 | 1856 |
| ---- | ---- | ---- | ---- | ---- | ---- | ---- | ---- | ---- |
| 266  | 471  | 466  | 529  | 569  | 570  | 586  | 604  | 510  |

| 1861 | 1866 | 1872 | 1876 | 1881 | 1886 | 1891 | 1896 | 1901 |
| ---- | ---- | ---- | ---- | ---- | ---- | ---- | ---- | ---- |
| 503  | 517  | 502  | 464  | 422  | 414  | 371  | 373  | 334  |

| 1906 | 1911 | 1921 | 1926 | 1931 | 1936 | 1946 | 1954 | 1962 |
| ---- | ---- | ---- | ---- | ---- | ---- | ---- | ---- | ---- |
| 315  | 296  | 246  | 211  | 198  | 181  | 318  | 229  | 215  |

| 1968 | 1975 | 1982 | 1990 | 1999 | 2004 | 2006 | 2009 | 2014 |
| ---- | ---- | ---- | ---- | ---- | ---- | ---- | ---- | ---- |
| 201  | 180  | 321  | 231  | 241  | 237  | 245  | 219  | 225  |

| 2019 | 2022 | - | - | - | - | - | - | - |
| ---- | ---- | - | - | - | - | - | - | - |
| 207  | 193  | - | - | - | - | - | - | - |

## Économie

### Revenus
En 2018, la commune compte 96 ménages fiscaux, regroupant 195 personnes. La médiane du revenu disponible par unité de consommation est de 20 430 € (19 820 € dans le département).

### Emploi
| Division       | 2008  | 2013   | 2018   |
| -------------- | ----- | ------ | ------ |
| Commune        | 9,3 % | 8,3 %  | 9,1 %  |
| Département    | 8,9 % | 11,1 % | 11,2 % |
| France entière | 8,3 % | 10 %   | 10 %   |

En 2018, la population âgée de 15 à 64 ans s'élève à 136 personnes, parmi lesquelles on compte 80,3 % d'actifs (71,2 % ayant un emploi et 9,1 % de chômeurs) et 19,7 % d'inactifs,. En  2018, le taux de chômage communal (au sens du recensement) des 15-64 ans est inférieur à celui de la France et du département, alors qu'en 2008 la situation était inverse.
La commune est hors attraction des villes,. Elle compte 95 emplois en 2018, contre 145 en 2013 et 125 en 2008. Le nombre d'actifs ayant un emploi résidant dans la commune est de 99, soit un indicateur de concentration d'emploi de 96 % et un taux d'activité parmi les 15 ans ou plus de 59,4 %.
Sur ces 99 actifs de 15 ans ou plus ayant un emploi, 27 travaillent dans la commune, soit 27 % des habitants. Pour se rendre au travail, 83,2 % des habitants utilisent un véhicule personnel ou de fonction à quatre roues, 1,1 % les transports en commun, 11,6 % s'y rendent en deux-roues, à vélo ou à pied et 4,1 % n'ont pas besoin de transport (travail au domicile).

### Activités hors agriculture
21 établissements sont implantés  à Aston au 31 décembre 2019. Le tableau ci-dessous en détaille le nombre par secteur d'activité et compare les ratios avec ceux du département,.
Le secteur du commerce de gros et de détail, des transports, de l'hébergement et de la restauration est prépondérant sur la commune puisqu'il représente 33,3 % du nombre total d'établissements de la commune (7 sur les 21 entreprises implantées  à Aston), contre 27,5 % au niveau départemental.

### Agriculture
|                                   | 1988 | 2000 | 2010 |
| --------------------------------- | ---- | ---- | ---- |
| Exploitations                     | 3    | 2    | 2    |
| Superficie agricole utilisée (ha) | 14   | 29   | 46   |

La commune fait partie de la petite région agricole dénommée « Région pyrénéenne ». En 2010, l'orientation technico-économique de l'agriculture  sur la commune est l'élevage d'herbivores hors bovins, caprins et porcins. Deux exploitations agricoles ayant leur siège dans la commune sont dénombrées lors du recensement agricole de 2010 (trois en 1988). La superficie agricole utilisée est de 46 ha.

## Culture et festivités
{{..}}

## Lieux et monuments
- Église Saint-Pierre avec peintures de Nicolas Greschny.
- Refuge gardé été-hiver du Rulhe (2 185 m), 53 couchages.
- Refuge de Quioulès non gardé.
- Étang de Larnoum, étang de Soulanet.

## Personnalités liées à la commune
{{..}}